# Teius oculatus
Teius oculatus — вид ящірок родини теїдових (Teiidae). Мешкає в Південній Америці.

## Поширення і екологія
Teius oculatus мешкають в штаті Ріу-Гранді-ду-Сул на півдні Бразилії, на сході Парагваю, в Уругваї та в центральній і східній Аргентини. Вони живуть в пампі, в заростях Вологого Чако та в Еспіналі. Живляться безхребетними, відкладають яйця.